# 义容镇
义容镇是中国广东省河源市紫金县下辖的一个镇，位于紫金县西部。辖区总面积356.2平方公里，下辖1个社区24个村，总人口5.31万人。

## 行政区划
义容镇下辖以下村级行政区划单位
义容社区、和平村、东平村、中兴村、大同村、华星村、石下村、新民村、桥田村、大新村、黄洞村、均安村、南洋村、夏棠村、安全村、塘面村、汀村、坪且村、龙田村、下告村、南坑村、青水村、联光村、下青溪村和宝山村。